# Великорублівська сільська рада
Великорублівська сільська рада — орган місцевого самоврядування у Полтавському районі Полтавської області з центром у селі Велика Рублівка.

## Історія
1 грудня 2020 року набрала повноважень Великорублівська сільська рада VIII скликання, до складу громади якої, шляхом злиття, також увійшли громади сіл Котелевського району з числа поселень Ковалевської, Козлівщинської, Малорублівської, Микілківської, Милорадівської сільських рад, що припиняються у відповідності до Закону України «Про внесення змін до деяких законодавчих актів України щодо впорядкування окремих питань організації та діяльності органів місцевого самоврядування та районних державних адміністрацій» від 17.11.2020 року за №3651-Д (далі – Закон №3651).
Кількість рад, що об'єдналися: 6
Площа територіальної громади: 389.0 км2
Чисельність населення громади: 4503
Сільське населення: 4503

## Населені пункти
Сільраді підпорядковані населені пункти (села):
- Велика Рублівка
- Ковалеве
- Маловидне
- Стадниця
- Козлівщина
- Ворони
- Діброва
- Зуби
- Касяни
- Підварівка
- Терещенки
- Мала Рублівка
- Лихачівка
- Дем’янівка
- Мар’їне
- Микілка
- Гетьманка
- Зайці
- Терни
- Шевченкове
- Милорадове
- Борівське
- Глобівка
- Зайці Другі
- Ковжижа
- Лабурівка
- Матвіївка
- Назаренки
- Чоботарі